# مورگان (یوتا)
مورگان (به انگلیسی: Morgan) شهری در ایالت یوتا کشور ایالات متحده آمریکا است که جمعیت آن در سرشماری سال ۲۰۱۰ میلادی، ۳٬۶۸۷ نفر بوده‌است.